# Penélope (Texas)
Penelope es un pueblo ubicado en el condado de Hill en el estado estadounidense de Texas. En el Censo de 2010 tenía una población de 198 habitantes y una densidad poblacional de 75,1 personas por km².

## Geografía
Penelope se encuentra ubicado en las coordenadas 31°51′16″N 96°55′42″O / 31.85444, -96.92833. Según la Oficina del Censo de los Estados Unidos, Penelope tiene una superficie total de 2.64 km², de la cual 2.57 km² corresponden a tierra firme y (2.55%) 0.07 km² es agua.

## Demografía
Según el censo de 2010, había 198 personas residiendo en Penelope. La densidad de población era de 75,1 hab./km². De los 198 habitantes, Penelope estaba compuesto por el 84.34% blancos, el 1.01% eran afroamericanos, el 0% eran amerindios, el 1.01% eran asiáticos, el 0% eran isleños del Pacífico, el 13.64% eran de otras razas y el 0% pertenecían a dos o más razas. Del total de la población el 25.25% eran hispanos o latinos de cualquier raza.